# U 872
U 872 war ein deutsches Trans-Atlantik U-Boot vom Typ IX D2, welches im Zweiten Weltkrieg von der Kriegsmarine zum Einsatz in Ostasien vorgesehen war.

## Bau, Indienststellung und Ausbildung
Nach der Vergabe des Bauauftrages vom 25. August 1941, welcher sechs Boote des Typs IX D2 umfasste, wurde der Kiel des großen Bootes am 1. Weihnachtsfeiertag 1942 beim mit der Banummer 1080 bei der Deschimag Werft in Bremen gelegt. Zehn Monate nach der Kiellegung lief das Boot vom Stapel und wurde am 10. Februar 1944 nach der Restaustrüstung unter dem Kommando von Kapitänleutnant Peter-Ottmar Grau in Dienst gestellt. Kapitänleutnant Grau kommandierte zuvor das Typ VII B Boot U 46, welches er von Kapitänleutnant Engelbert Endrass übernommen hatte, sowie das Typ VII C "Eismeerboot" U 601, mit welchem er auf sieben Feindfahrten vier Handelsschiffe mit einer Gesamttonnage von 8,869 BRT versenkte. Die Besatzung von U 872 bestand aus der ursprünglichen Besatzung von U 601, welche dem Boot auch ein Turmemblem gab: Ein Eisbär auf einem rot-grün geteilten Schild. Das Boot gehörte zur 4. U-Flottille in Stettin, welche unter dem Kommando von Fregattenkapitän Heinz Fischer stand, als Ausbildungsboot, bis es die Frontreife erreichte. Das Boot durchlief die standardmäßige Ausbildung bei den verschiedenen Kommandos u. a. beim U-Boot-Abnahmekommando (UAK), beim Torpedoerprobungskommando (TEK) und bei der AGRU-Front, sowie den verschiedenen Ausbildungsflottillen wie der 26. U-Flottille und der 27. U-Flottille.

## Das Ende des Langstreckenbootes
Am 29. Juli des Jahres 1944 flog die 8th Air Force einen schweren Luftangriff auf Bremen, bei welchem das Einsatzbereite U 872 von Bomben getroffen wurde. Mit dem Boot ging ein Besatzungsmitglied unter, während der Rest der Besatzung sich nicht an Bord befand. Die Versenkung von U 872 erfolgte im Marineplanquadrat AN 9858 auf der Position 53° 04' N - 08° 44' O. Das Boot sollte am 1. August zur ersten Feindfahrt in den Fernen Osten auslaufen.
Das Boot wurde gehoben, am 10. August 1944 außer Dienst gestellt und 1946 abgewrackt. Kommandant Grau und die verbliebene Besatzung von U 872 begaben sich erneut nach Bremen zur Baubelehrung, jedoch dieses Mal für ein Typ XXI Elektroboot. Grau stellte am 17. Dezember 1944 U 3015 in Dienst. Für dieses Boot übernahm Grau das Eisbär-Emblem von U 872. U 3015 wurde am 5. Mai 1945 in der Geltinger Bucht nach Maßgabe des Regenbogen-Befehls von der eigenen Besatzung versenkt.